# Barmaré
Barmaré est un quartier de la ville de Maroua, région de l'Extrême-Nord Cameroun. Il est situé dans la commune d'arrondissement de Maroua II, subdivision de la communauté urbaine de Maroua. 

## Histoire
Un attentat s'est produit en 2015 dans ce quartier de Maroua.

## Géographie
Bamaré se situe à quelques mètres du marché central.